# 나나쿠리촌
나나쿠리촌(七栗村)은 미에현 이치시군에 있던 촌이다. 현재의 쓰시 중부에 해당한다.

## 역사
- 1889년 4월 1일 - 정촌제 시행에 의해 이치시군 나나쿠리촌이 성립하였다.
- 1955년 3월 1일 - 히사이정, 모모조노촌, 베키촌, 나라하촌, 사카키바라촌과 합병해 새로운 히사이정이 성립하여, 동일 나나쿠리촌은 폐지되었다.

## 교통

### 도로
- 국도 제165호선

## 참고문헌
- 角川日本地名大辞典 24 三重県